# Estabilizador vertical

Estabilizador vertical individual convencional de un avión Boeing B-29 Superfortress.

Un estabilizador vertical o deriva de una aeronave, misil o bomba militar normalmente se encuentra en el extremo trasero del fuselaje o cuerpo y está destinado a reducir el deslizamiento lateral aerodinámico. Es análogo a un skeg en embarcaciones de vela.
En aeronaves, los estabilizadores verticales normalmente apuntan hacia arriba. Estos también son conocidos como cola vertical, como parte de la cola de un avión. El extremo final del estabilizador normalmente es móvil, se llama timón y permite que el piloto del avión controle la guiñada o movimiento del avión en el eje horizontal.
Las antenas del transceptor de radionavegación o banda aérea suelen estar situadas en el interior de la cola vertical o sobre ella. En la mayoría de los aviones con tres motores de reacción (trirreactores), el estabilizador vertical también alberga el ducto de la toma de aire del motor central o al propio motor, como en los Lockheed L-1011, McDonnell Douglas DC-10, McDonnell Douglas MD-11, Boeing 727, BAe Trident, Tupolev Tu-154, y Yakovlev Yak-40.

## Tipos de estabilizadores verticales

Tipo de colas de avión: (A) estándar, (B) en forma de «T», (C) en forma de cruz, (D) con dos estabilizadores verticales en forma de «H», (E) con tres estabilizadores verticales, (F) en forma de «V».

### Individual

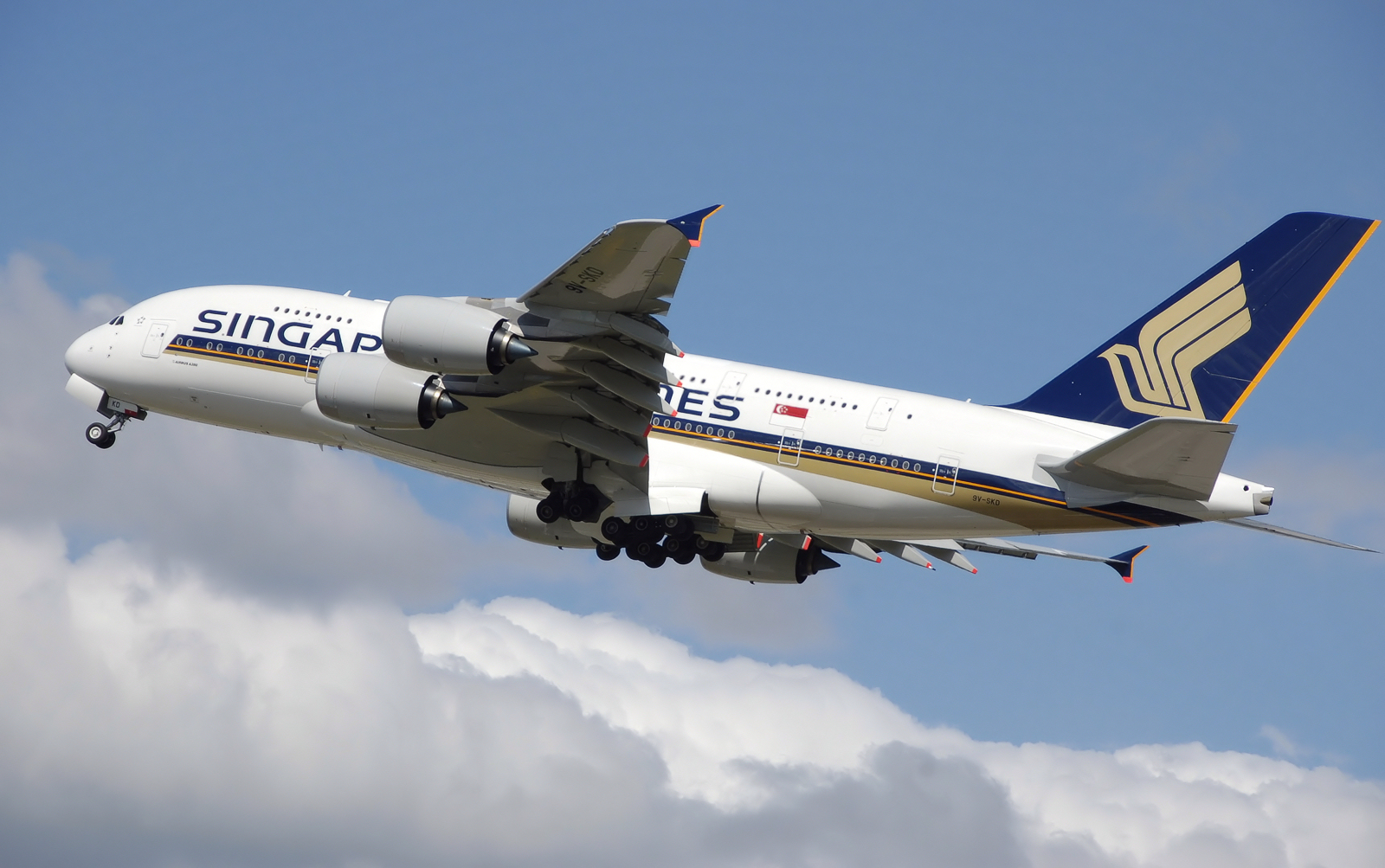
Cola convencional
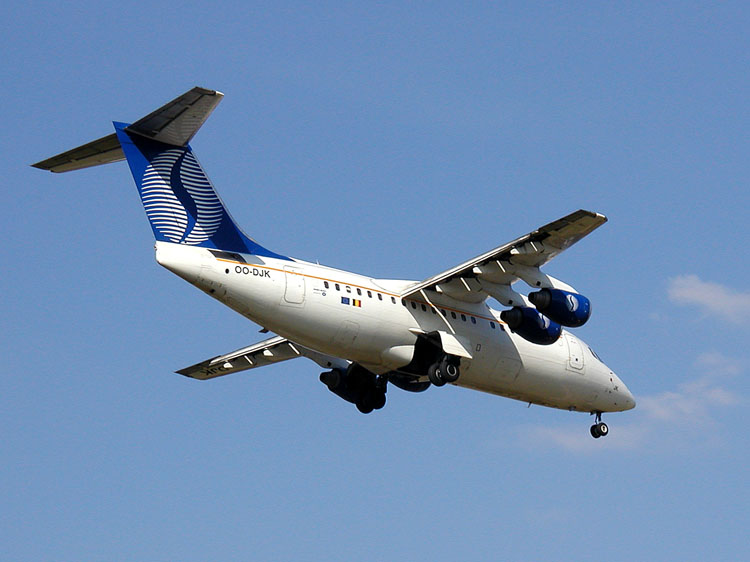
Cola en T
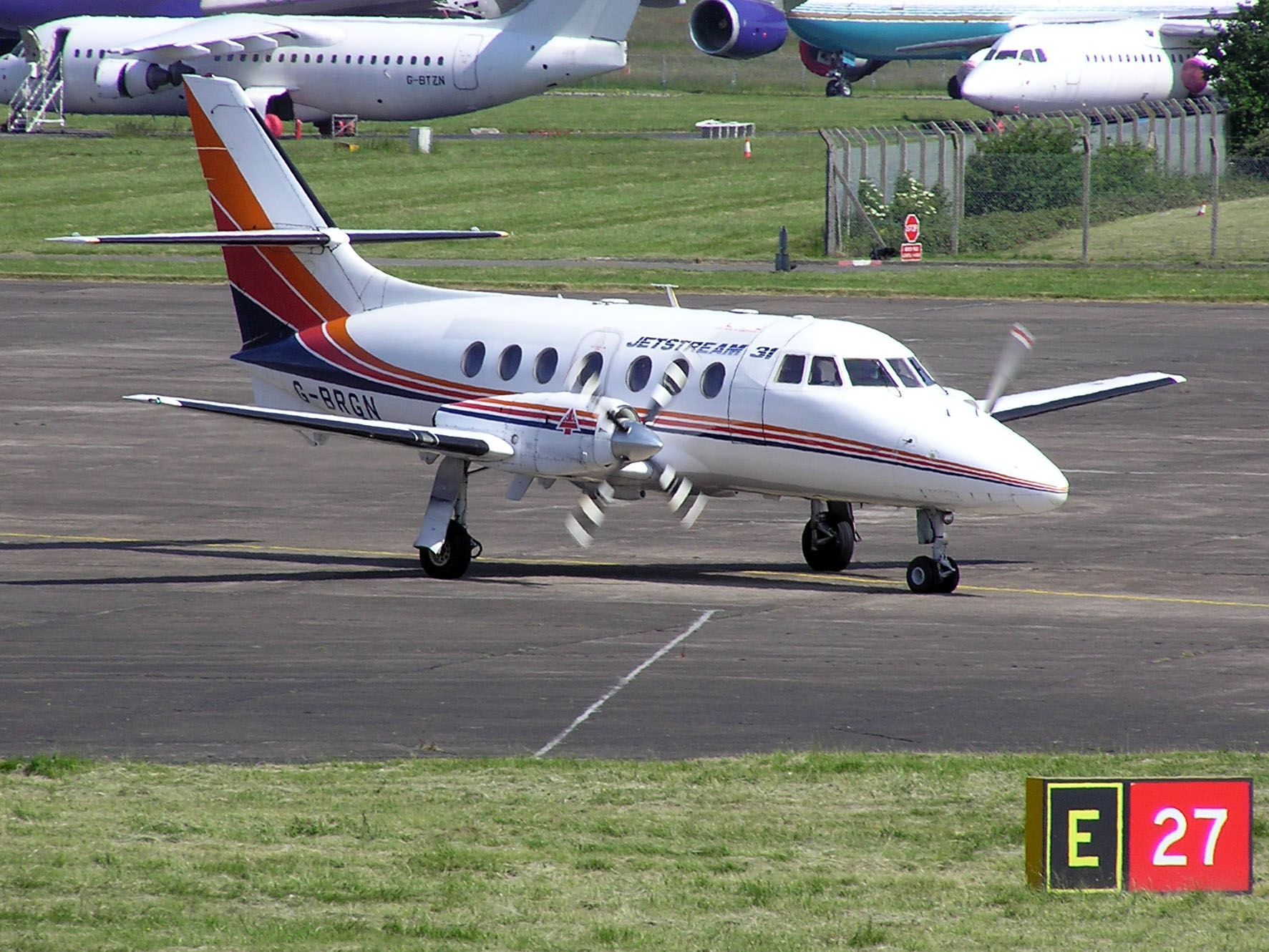
Cola en cruz

### Múltiple

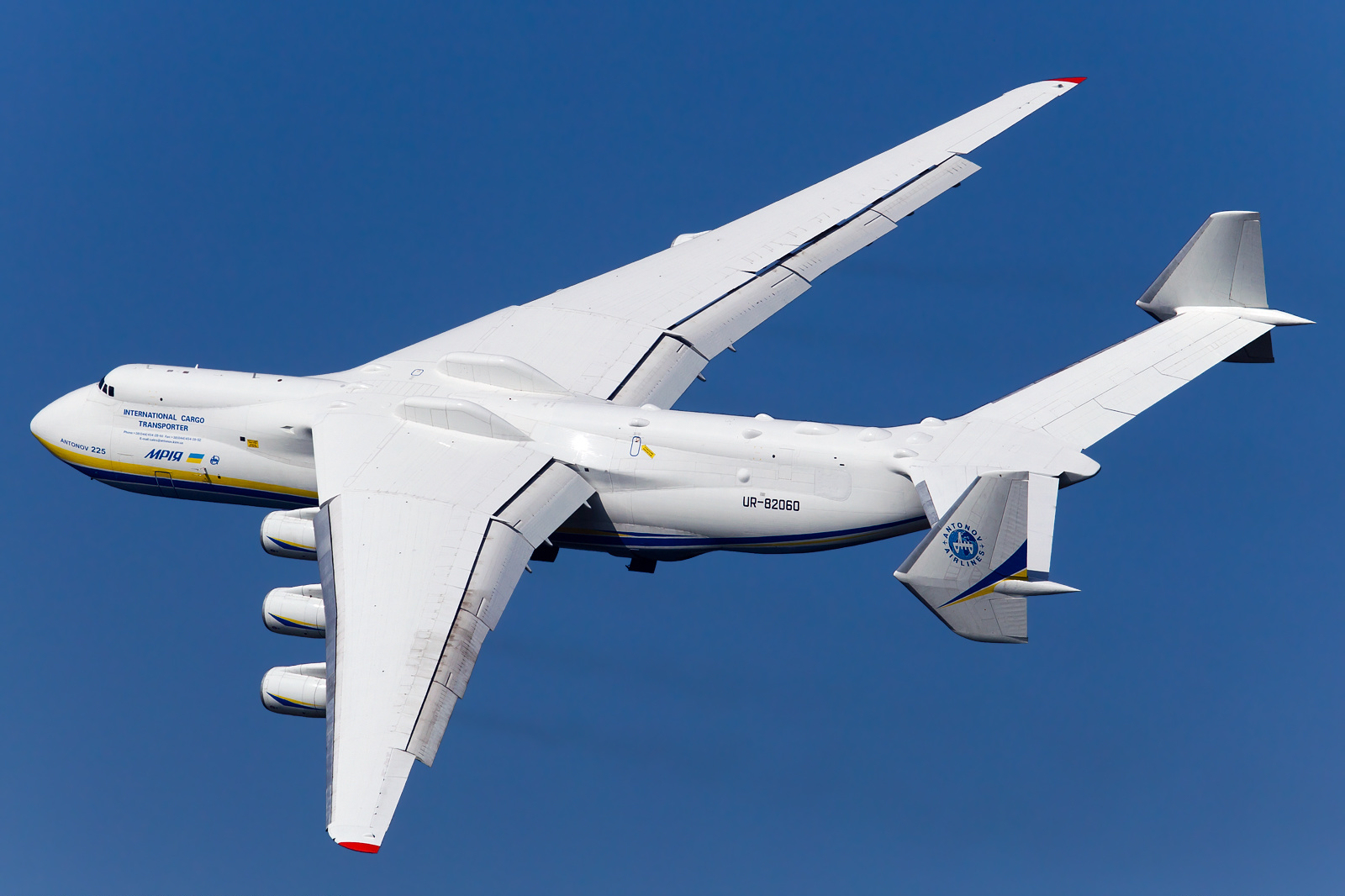
doble cola o cola en H
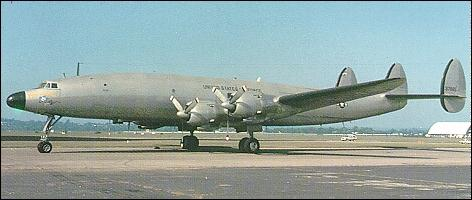
Triple cola
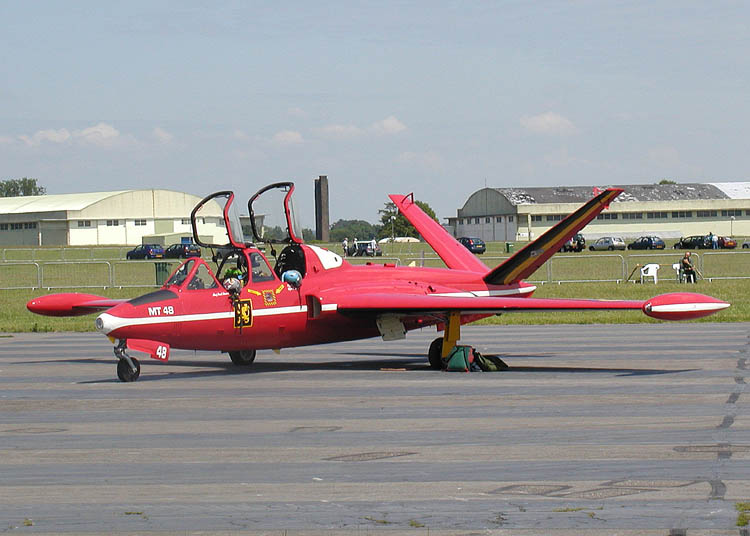
Cola en V
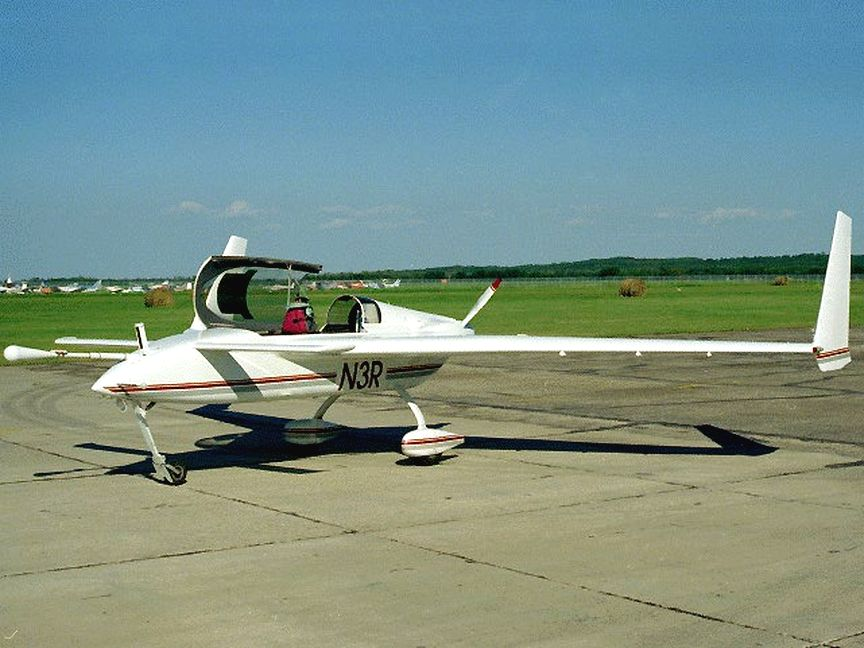
Winglet